# Company of Heroes (Computerspiel)
Company of Heroes [ˈkʌmpəni ɒv ˈhɪərəʊs] ist ein Echtzeit-Strategiespiel und erschien im September 2006 für Microsoft Windows. Im März 2012 wurde es auch für macOS veröffentlicht. 2020 folgte eine Version für mobile Geräte. Company of Heroes wurde von dem kanadischen Studio Relic Entertainment entwickelt und von Publisher THQ auf den Markt gebracht. Nach Insolvenz von THQ übernahm Sega Entwicklerstudio und Markenrechte. Im Juni 2013 erschien der Nachfolger Company of Heroes 2.

## Spielweise und Inhalt
Die Handlung von Company of Heroes spielt während des Zweiten Weltkriegs und beginnt mit der Kampagne der Landung der Alliierten in der Normandie, dem D-Day. Durch Erobern und Halten von Ressourcenpunkten verdient der Spieler die drei Ressourcen Arbeitskraft, Munition und Kraftstoff. Fast jede Aktion im Spiel kostet mindestens eine der drei Ressourcen, beispielsweise benötigt man für die Infanteriefähigkeit „Granate werfen“ eine bestimmte Menge der Ressource Munition. Gleiches gilt für das Rekrutieren von Einheiten. Das Schlachtfeld ist in etwa gleich große Gebiete eingeteilt.
Durch das Halten eines Ressourcenpunktes erhält man gleichzeitig auch die Kontrolle über das dazugehörige Gebiet. Das Einheitenlimit ist abhängig von der Anzahl der kontrollierten Gebiete. Das bedeutet, dass man sich nicht in seinem Stützpunkt verschanzen und eine Armee aufbauen kann, sondern auch einen Ausfall wagen muss, um an Ressourcen zu kommen und das Einheitenlimit zu erhöhen.
Erfahrungspunkte werden für die Vernichtung feindlicher Einheiten oder den Bau von Gebäuden vergeben. Hierbei gibt es zwei verschiedene Arten von Erfahrungspunkten. Zum einen werden Punkte an den Spieler vergeben; diese werden in sogenannte Kommandopunkte umgewandelt. Kommandopunkte schalten Spezialangriffe oder zusätzliche Einheiten frei, welche von außerhalb der Karte hinzustoßen können. Zum anderen werden der Einheit, die die Vernichtung durchführte, Erfahrungspunkte zugeteilt. Diese Einheiten können dadurch im Rang aufsteigen, so dass ihnen z. B. bessere Zielgenauigkeit oder höhere Geschwindigkeit zur Verfügung steht. Die Menge an Erfahrungspunkten hängt von Kampfwert und Preis der zerstörten feindlichen Einheit ab. Das Zerstören von Wracks gibt ebenfalls Erfahrungspunkte je nach Wert des Wracks.
Im Gefechtsmodus gibt es zwei Modi mit unterschiedlichen Siegvoraussetzungen. Im Modus Auslöschen müssen alle Gebäude des gegnerischen Stützpunktes zerstört werden. Im Modus Siegmarkenkontrolle sind auf dem Schlachtfeld mehrere Kontrollpunkte platziert, die es zu erobern gilt und deren Halten solange das gegnerische Punktekonto verringert, wie dieser eine geringere Anzahl an Kontrollpunkten hält.

### Einzelspielerkampagne

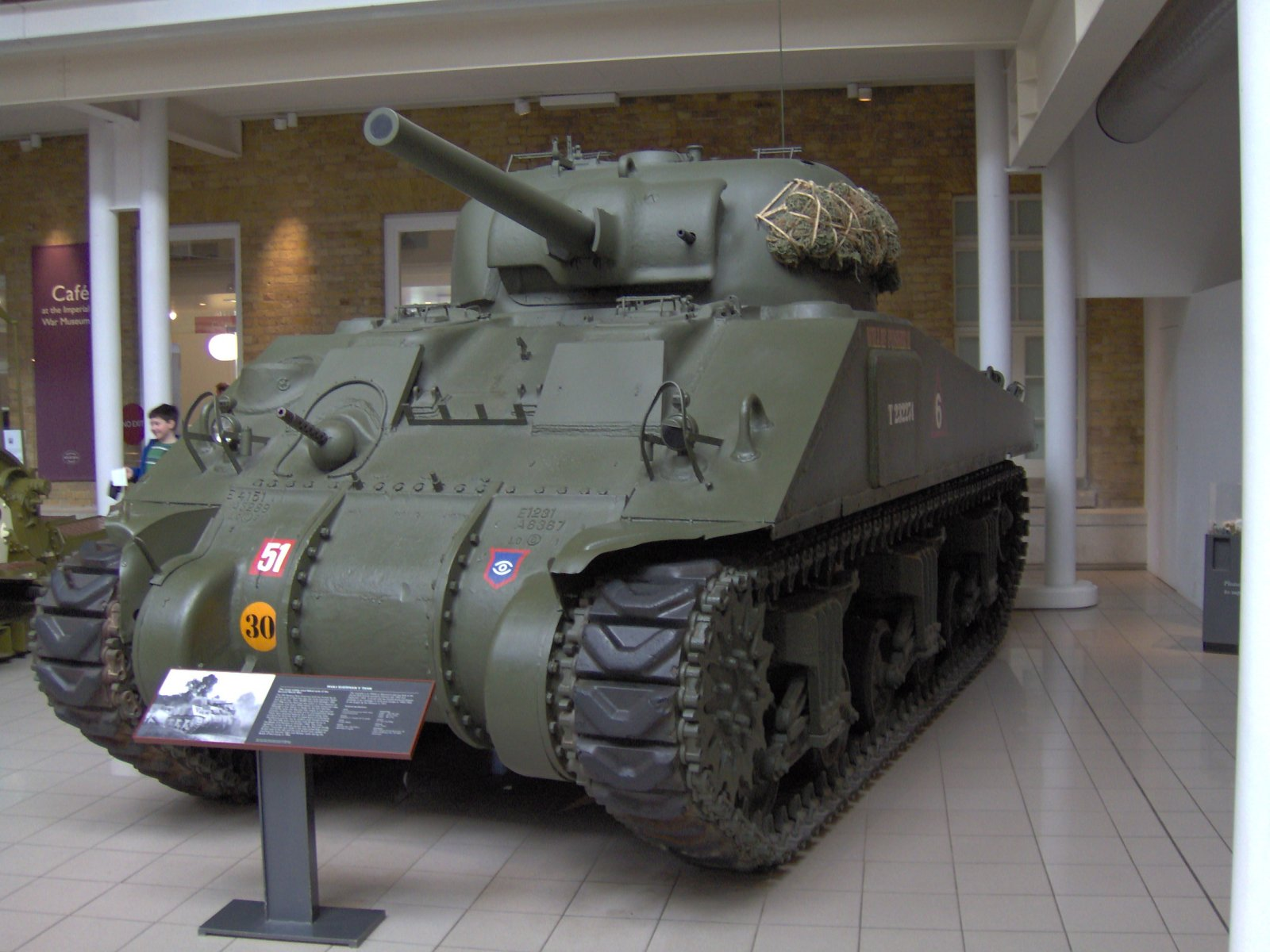
Ein M4-Sherman-Panzer.

Die Kampagne umfasst 15 Missionen und behandelt unter anderem die Eroberung der französischen Städte Carentan und Cherbourg. In der Kampagne ist nur die US-Armee spielbar, die deutsche Armee ist ausschließlich im Mehrspieler- und Gefechtsmodus verfügbar.
1. Der erste Level beginnt mit dem D-Day und der Landung der Able-Companie während der Operation Neptune am Omaha Beach und der Eroberung der küstennahen Verteidigungs- und Geschützstellungen.
2. Im zweiten Level springt die Fox-Kompanie während der Operation Chicago bei Vierville ab, einer Luftlandeoperation, die kurz vor den Ereignissen an Omaha Beach stattfand.
3. Die darauffolgende Mission ist die Schlacht um Carentan, dem strategischen Knotenpunkt zur Kontrolle der französischen Halbinsel Cotentin, durch die Fox-Kompanie …
4. … sowie die Abwehr des deutschen Gegenangriffs, bei dem die Fox-Kompanie von der Able-Kompanie unterstützt wird.
5. In Montebourg befreit die Able-Kompanie die von deutschen Truppen eingeschlossene Dog-Kompanie und sichert den logistisch wichtigen Nachschubweg für die Operation Red Ball Express in der Basse-Normandie.
6. In der anschließenden Schlacht um Cherbourg und deren Seehafen wird die Able-Kompanie im Häuserkampf durch die 4. US-Kavallerie und Artilleriefeuer vom Schlachtschiff Texas unterstützt.
7. In Cherbourg findet die Able-Kompanie Hinweise auf eine 15 Kilometer südlich gelegene deutsche V2-Startrampe in der Nähe von Sottevast. Mit Unterstützung der Fox-Kompanie soll die Abschussbasis durch die Able-Kompanie eingenommen und die abschussbereiten Großraketen zerstört werden.
8. Die nächste Mission handelt von der Operation Cobra und der Eroberung und anschließenden Verteidigung der Stadt Saint-Fromond 14 Kilometer nördlich von Saint-Lô.
9. Bei dem Angriff auf den Hügel 192 wird die Charlie-Kompanie aufgerieben und die deutschen Truppen von der Able-Kompanie zurückgeschlagen.
10. In der Schlacht um Saint-Lô nimmt die Able-Kompanie das deutsche Hauptquartier ein, um anschließend …
11. … im sieben Kilometer entfernten Hébécrevon die Überreste der deutschen Panzer-Lehr-Division aufzureiben.
12. In Mortain verschanzt und verteidigt die Able Kompanie den Hügel 317, …
13. … um den darauffolgenden deutschen Gegenangriff während des Unternehmens Lüttich auf die Anhöhe abzuwehren und die tiefliegenden feindlichen Artilleriestellung zu zerstören.
14. In Autry bekämpft die Able-Kompanie das Tiger Ass und rächt den Tod von Captain MacKay.
15. Chambois ist der 15. und letzte Level, in dem der Kessel von Falaise geschlossen und den zurückweichenden deutschen Truppen der Rückzug über den Fluss Dives versperrt wird.

### Hauptcharaktere
- Captain MacKay ist der Commander der Able-Kompanie. Er erscheint wie ein United States Army Ranger, obwohl er eine reguläre Infanteriekompanie befehligt. Er wird bei den Kämpfen um Saint-Lô von Hauptmann Schultz getötet.
- First Sergeant Conti befehligt die Able-Kompanie. Er war mit Captain MacKay zusammen im Ausbildungslager und übernimmt nach dessen Tod als Leutnant das Kommando der Able-Kompanie.
- Hauptmann „Tiger Ass“ Schultz befehligt die deutsche Panzer-Lehr-Division. Als Antagonist von Captain MacKay kommandiert er die Tigertruppen, die den Red Ball Express angreifen, und tötet Captain MacKay später in der Schlacht um Saint-Lô mit seinem Panzer.

### Mehrspieler
Der Mehrspielerbereich umfasst 46 Karten (Version 2.502) für zwei, vier, sechs und acht Spieler, wobei immer zur Hälfte der Spieler Alliierte und Deutsche um den Sieg kämpfen. Das schränkt die Spezialisierung etwas ein, so dass die Spieler möglichst beide Seiten beherrschen sollten. Im Multiplayer-Modus liegt der Basenaufbau und das Erobern bestimmter Punkte im Vordergrund. Es stehen dieselben Einheiten wie in der Kampagne zur Verfügung. Der Multiplayer enthält die zwei Siegvoraussetzungen Auslöschen und Siegmarken. Bei Auslöschen sind alle gegnerischen Gebäude zu zerstören. Beim Modus Siegmarken müssen bestimmte strategische Punkte erobert und gehalten werden, um das Punktekonto des Gegners auf Null zu verringern.
Im Multiplayer-Modus kommen verstärkt die besonderen Fähigkeiten jeder Seite zur Geltung. Diese Fähigkeiten kosten sogenannte Kommandopunkte, die man bei der Vernichtung gegnerischer Einheiten und Einrichtungen, sowie eigene Forschung und Konstruktion von Gebäuden erhält. Diese Fähigkeiten sind wiederum in drei Bereiche aufgeteilt: Bei den Amerikanern die Bereiche der Infanterie, Airborne und Panzer. Auf deutscher Seite gibt es die Spezialisierungen Verteidigungsdoktrin, Blitzkrieg- und Schreckensdoktrin. Je nach Spezialisierung erhält der Spieler spezielle Luftnahunterstützungs- und Artillerieschläge, zusätzliche Infanterie- und Panzereinheiten oder besondere Fähigkeiten.
Man kann entweder über ein Local Area Network, auf selbst gehosteten Servern oder auf den offiziellen ranked servern spielen. Ranked server können nicht gehostet und Mitspieler auf diesen nicht selbst ausgewählt werden. Die Spielergebnisse werden nach der Partie auf dem ranked server gewertet und mit Punkten belohnt, für die es dann Rangauszeichnungen gibt.

### Steuerung
Das Spielgeschehen wird dreidimensional dargestellt und ist stufenlos dreh- und zoombar. Die Steuerung erfolgt mit der Maus und Tastatur.

### Technik
Company of Heroes wird von der eigens für das Spiel entwickelten Grafik-Engine „Essence“ dargestellt, welche auch die Physik-Engine von Havok beinhaltet. Das Spiel zeichnet sich durch einen sehr guten Realismusgrad, hochaufgelöste Texturen, viele Modelldetails und eine nahezu komplett zerstörbare Umgebung aus. Mit dem Patch 1.7 unterstützt die Essence-Engine auch die Grafikdarstellung mit DirectX10, wodurch der Schattenwurf, die Lichteffekte und der Detailgrad der Umgebung verbessert wurden.

### Einheiten
|                    | Infanterie | Fahrzeuge | Sonstige |
| ------------------ | --- | --- | --- |
| Vereinigte Staaten | - Pioniere - Offiziere - Fallschirmjäger - Rangers - Browning M1917 - Mörsertrupp - Scharfschütze                                              | - M3 Halbkettenfahrzeug - M8 „Greyhound“ Spähpanzer - M10 „Wolverine“ Tank Destroyer - M4 Sherman - M26 „Pershing“ - M4 Sherman „Calliope“-Raketenwerfer - M4 Sherman „Crocodile“-Flammenwerfer | - Jeep - M2A1 105-mm-Haubitze - M1 57-mm-Panzerabwehrgeschütz |
| Deutsches Reich    | - Pioniere - Volksgrenadiere - Panzergrenadiere - Stoßtrupp - Maschinengewehr 42 - Mörsertrupp - Scharfschütze - Ritterkreuzträger - Offiziere | - Schützenpanzerwagen (Sd.Kfz. 251/1) - Panzerspähwagen „Puma“ (Sd.Kfz. 234) - Sturmgeschütz IV (StuG IV) - Panzer IV (Sd.Kfz. 161) - Panzer V „Panther“ (Sd.Kfz. 171) - Schützenpanzerwagen Sd.Kfz. 251 mit Wurfrahmen 40 - Flakpanzer IV „Ostwind“ (Sd.Kfz. 161/4) - Sturmhaubitze 42 (StuH 42) - Panzer VI „Tiger“ (Sd.Kfz. 181) - Panzer VI „Tigerass“ - Panzer VI „Königstiger“ (Sd.Kfz. 182) | - BMW R 75 Motorrad - 88-mm-Flak 36-Flugabwehrgeschütz - 5-cm-PaK 38 Panzerabwehrkanone - 150-mm-Nebelwerfer - Goliath (Sd.Kfz. 302), ferngesteuerter Sprengladungspanzer |

### Deutsche Version
In der deutschen Version wurden einige Dialoge und Texttafeln inhaltlich verändert. Dabei wurden Bezüge auf Nazi-Deutschland verharmlost bzw. entfernt, z. B. wurde der Begriff „Nazi“ durch „Die Deutschen“ oder „Krauts“ ersetzt.

## Opposing Fronts
Im September 2007 brachte Relic Entertainment das Stand-alone Add-on Company of Heroes: Opposing Fronts heraus. Diese ohne das Hauptprogramm lauffähige Erweiterung ist ein eigenständiges Spiel mit zwei neuen Armeen und jeweils eigener Kampagne. Die 2. Britische Armee kämpft in neun Missionen um die Befreiung von Caen, die deutsche Panzerelite (Kampfgruppe Lehr) muss in acht Missionen die Operation Market Garden zurückschlagen. Die Namen der vorigen Armeen, Alliierte und Achsenmächte, wurden in Amerikaner und Wehrmacht geändert. Außerdem wurde die Grafik-Engine auf DirectX 10, das Verhalten der Fahrzeuge verbessert und neue Wettereffekte ergänzt.
Die Briten sind hauptsächlich auf die Defensive ausgerichtet und können viele Verteidigungsgebäude und eine gute Artillerie bauen, dagegen agiert die deutsche Panzerelite sehr offensiv und setzt viele Fahrzeuge und kampfstarke Panzer ein und kann deshalb sehr schnell und wendig agieren. Den Briten dagegen mangelt es an schweren Panzern, und die Panzerelite hat nur wenige Verteidigungsstellungen zur Verfügung. Die Hauptcharaktere der „Operation Market Garden“ sind Generalmajor Voss, der aus der Tigerass-Kampagne aus Tales of Valor bekannt ist und jetzt die Panzer-Lehr-Division führt, Hauptmann Berger und dessen Bruder Aldrich und Oberleutnant Deinhard, die jeweils in Level 8 und 7 der Kampagne fallen. Das Spiel erhielt die Alterseinstufung Freigegeben ab 16 Jahren von der Unterhaltungssoftware Selbstkontrolle (USK), sowie die Einstufung 18+ von der PEGI.

### Einheiten
|                    | Infanterie | Fahrzeuge | Sonstige |
| ------------------ | --- | --- | --- |
| 2. Britische Armee | - Infanterieeinheit - Pioniere - Leutnant - Hauptmann - Kommandoeinheit - PIAT-Kommandoeinheit - Kommandoeinheit mit schwerem MG - Mörser-Kommandoeinheit | - Bren Carrier - Leichter Stuart-Panzer - Cromwell - Cromwell Kommando-Panzer - M4 Sherman Firefly - M7 Priest - Churchill Infanteriepanzer - Churchill Armoured Vehicle Royal Engineers - Churchill Crocodile - Tetrarch | - Hauptquartier Kommando-LKW - Infanterie Kommando-LKW - Panzer Kommando-LKW - 17-Pfünder-Panzerabwehrgeschütz - 40-mm-Bofors-Geschütz - 25-Pfünder-Haubitze |
| Panzerelite        | - Panzergrenadiere - Schwere Sturmgrenadier-Infanterie - Schwere Panzerabwehr-Infanterie - Bodentruppen der Luftwaffe - Fallschirmjäger                   | - Kettenkrad (Sd.Kfz. 2) - Aufklärungsfahrzeug - Panzerwagen (Sd.Kfz. 234) - Kettenfahrzeug (Sd.Kfz. 250) - Mörser-Kettenfahrzeug - Funkpanzerwagen „Vampir“ - Munitions-Kettenfahrzeug - Leichtes Panzerabwehr-Kettenfahrzeug - Panzer IV Infanterieunterstützungspanzer - Panzerhaubitze „Hummel“ (Sd.Kfz. 165) - Bergetiger Reparatur- und Bergefahrzeug - Flakpanzer IV „Wirbelwind“ (Sd.Kfz. 161/4) - Panzerkampfwagen V „Panther“ (Sd.Kfz. 171) - Jagdpanzer 38 „Hetzer“ - Jagdpanzer „Marder III“ (Sd.Kfz. 139) - Jagdpanzer V „Jagdpanther“ (Sd.Kfz. 173) | - 2-cm-Flak-Vierling - 8,8-cm-Flak 36-Flugabwehrgeschütz |

### Mehrspieler
Im Mehrspieler-Modus des Spiels hat sich im Gegensatz zum Hauptspiel bis auf neue Karten wenig geändert. Spieler, die nur das Hauptspiel besitzen, können auch gegen Spieler antreten, die beide Teile oder nur Opposing Fronts haben.
Ab der Version 2.301 können auch arrangierte Teams im Multiplayer gegeneinander antreten.

## Tales of Valor
Company of Heroes: Tales of Valor ist die zweite Erweiterung von Company of Heroes. Das Stand-alone Add-on erweitert das Hauptspiel um drei Einzelspieler-Kampagnen, drei Mehrspieler-Modi, sowie Einheiten und Karten für den Mehr- und Einzelspieler-Modus. Zusätzlich dazu ermöglicht das neue Feature „Direct Fire“ (direkter Beschuss) eine direktere taktische Kontrolle der Einheiten, die nur im Einzelspielermodus und im Mehrspielermodus „Operation Panzerkrieg“ verfügbar ist.
Direct Fire ist ein neues Feature, welches erlaubt das Schussfeld der Einheiten mit der Maus zu kontrollieren. Allerdings ist dieses Feature nur in der Kampagne und während eines Panzerkrieg-Gefechts verfügbar.

### Einzelspielermodus
Die neue Kampagne Tigerass lehnt an der realen Geschichte um den SS-Panzerkommandanten Michael Wittmann an, der im Juni 1944 in der Schlacht um Villers-Bocage gegen die britischen Desert Rats kämpfte, wodurch er sich den Beinamen „Tigerass“ verdiente. Im Spiel gilt es, als Kommandant eines Tiger-Panzers die französische Stadt Villers-Bocage zwischen Saint-Lô und Caen zu sichern, damit nachrückende NPC Einheiten die Stadt einnehmen können. Die Panzerbesatzung besteht unter anderem aus dem aus Opposing Fronts bekannten Generalmajor Voss und Hauptmann Schultz. Diese Kampagne spielt sich allerdings vor den Ereignissen aus dem Hauptspiel und Opposing Fronts ab. Nach erfolgreicher Beendigung dieser Kampagne wird der Panzerwagen „Tiger 205“ freigeschaltet, durch welchen der bereits vorhandenen Panzerwagen „Tiger“ ersetzt werden kann, es ändert sich allerdings nur die Optik der Einheit und nicht deren Kampfkraft.
Als Mitglied der 82nd Airborne Division springt die Spielfigur in der Mission Damm am Vortag des D-Days über der Normandie ab. Die Aufgabe besteht im Sammeln von versprengten, verbündeten Einheitenverbänden, um mit diesen den Damm von La Fière westlich von Sainte-Mère-Église zu sichern. Zusätzlich muss die gegnerische Artillerie und das gegnerische Hauptquartier zerstört werden, um verbündeten Einheiten den Vormarsch zu ermöglichen.
In der letzten der drei Kampagnen Kessel von Falaise muss der Spieler als Kommandant von eingekesselten deutschen Truppen die Stadt Trun halten und den Angriffen der alliierten Einheiten standhalten, um einen Durchbruch nach Chambois zu sichern, wodurch sie ihren Truppen eine Flucht aus Trun ermöglichen.

### Mehrspielermodus
Jeder Armee wurden jeweils zwei neue Fahrzeug-Einheiten hinzugefügt. Diese neuen Einheiten sind in einer Partie allerdings nicht zum Arsenal der jeweiligen Armee hinzugefügt, sondern ersetzen eine entsprechende, bereits existierende Einheit. Ob die Einheit für das nächste Gefecht ausgetauscht werden soll bestimmt der Spieler vor dem Start in der Lobby, indem er seine Armee in einem Auswahlbildschirm anpasst.
| Vereinigte Staaten                                                                                          | Wehrmacht |
| --- | --- |
| - T17 Panzerwagen (ersetzt M8 „Greyhound“ Spähpanzer) - M18 Hellcat (ersetzt M10 „Wolverine“ Jagdpanzer)    | - Schwimmwagen Typ 166 (ersetzt R75 Motorrad) - Geschützwagen H-39 (Marder I) (ersetzt Sturmgeschütz IV)          |
| Commonwealth                                                                                                | Panzerelite |
| - Kangaroo-Mannschaftstransporter (ersetzt Cromwell Panzer) - Staghound Panzerwagen (ersetzt Stuart Panzer) | - Schwimmwagen Typ 166 (ersetzt Kettenkrad) - Hotchkiss Panzer (ersetzt Panzer IV Infanterieunterstützungspanzer) |

#### Operationen
- In Operation Panzerkrieg setzen sich die Einheiten eines jeden Spielers aus Panzern mit verschiedenen Fähigkeiten zusammen. Zusätzlich kann Unterstützungsinfanterie angefordert, jedoch nicht befehligen werden, diese bewacht nur die vorher zugewiesene Stelle. Für die Eliminierung feindlicher Einheiten erhält man – wie bereits im Vorgänger – Kommandopunkte, die in Fähigkeiten umgewandelt werden können. Ziel des Spiels ist die Einnahme spezieller Punkte auf der Karte, wodurch sich die gegnerischen Siegmarken verringern. Gewonnen hat derjenige, der zuerst die Siegmarken des Gegners auf Null verringert. Jeder Spieler der beiden Parteien kann zwischen je drei Panzern wählen. Die Achsenmächte können zwischen Hotchkiss H35, Panzer IV und Panzer V „Panther“ und die Alliierten zwischen M18 Hellcat, Sherman und Churchill wählen.
- In Operation Steinwall verteidigen vier Spieler eine Stadt gegen einen computergesteuerten Gegner, der in 16 Wellen mit zunehmender Stärke angreift. Dabei werden die Rohstoffe zum Bau neuer Einheiten durch vier Gebäude (Kirche, Bank, Landhaus, Werkstatt) gesichert. Durch das Halten eines dieser Gebäude bekommen alle Spieler besondere Fertigkeiten. Der Schwierigkeitsgrad ist nicht variabel, wird aber vom Computer je nach Anzahl und Stärke der Mitspieler angepasst.
- In Operation Sturm werden die Stützpunkte auf der Karte an beide Teams gleichermaßen aufgeteilt; jedes Team besitzt mehrere Verteidigungslinien, die durch Maschinengewehr-Stellungen, Stacheldraht etc. gesichert sind. Ziel des Spiels ist die Zerstörung der gegnerischen Basis. In jeder dieser Linien werden automatisch computergesteuerte Einheiten produziert, die selbständig den Feind angreifen. Mit jedem Abschuss erhält man Erfahrung, die sich in Kommandopunkten ausdrückt. Die Kommandopunkte können in verschiedene Fertigkeiten umgewandelt werden. Wird eine Linie zerstört, werden keine Einheiten mehr aus dieser Reihe produziert.

## Modifikationen
Die Modifikation Eastern Front erweitert das Hauptspiel um Einheiten und Fahrzeuge der Roten Armee sowie zusätzliche Karten von der Ostfront. Die MOD wird auch von Relic in den News innerhalb des Spieles erwähnt.
Die Blitzkrieg-MOD hat zum Ziel, die Spielmechanik von Company of Heroes realistischer zu gestalten. So werden beispielsweise die Stärken und Schwächen der verschiedenen Einheiten (v. a. der Fahrzeuge) an die historisch korrekten technischen Details angepasst und neue Spezialfertigkeiten ergänzt. Auch dieser Mod beinhaltet spezielle Karten und eine eigene Künstliche Intelligenz für die computergesteuerten Mitspieler einer Partie. Zusätzlich erweitert die BK-MOD auch das Einheitenarsenal und verändert die Doktrine und Ressourcengewinnung.
Im März 2012 erschien die MOD Modern Combat. Das Szenario basiert auf einem zukünftigen Krieg zwischen China und den Vereinigten Staaten. Dazu wurden entsprechende Einheiten der United States Army (wie HMMWV, Stryker Radpanzer, M1A1 Abrams Kampfpanzer, AH-64 Apache Kampfhubschrauber) und der Volksbefreiungsarmee in das Spiel integriert und um „moderne“ Komponenten des Kampfs (wie Reaktive Panzerbüchsen, Häuserkampfausrüstung) erweitert.
Die Mod The Great War: 1918 ist eine Totalkonvertierung des Spiels in den Ersten Weltkrieg. Man hat die Wahl zwischen dem Deutschen Heer oder der British Expeditionary Force. Laut dem Entwickler werden die Fraktionen Frankreich und Österreich-Ungarn noch folgen (Stand: 2013).

## Rezeption
„Ich fordere, dass im Wörterbuch hinter dem Begriff »Spektakel« ein Bild von Company of Heroes abgedruckt wird. Denn Relics Weltkriegs-Hit hat sich dieses Prädikat verdient: Die Schlachten sind so intensiv, so flott, so fesselnd, dass sie stets aufs Neue motivieren. Das liegt nicht nur der Präsentation, sondern auch an der guten KI. Die hat zwar auch Macken, nutzt aber oft schlau die Schwachstellen in meiner Verteidigung aus.“

„Mit der Pflicht, zusammenhängende Gebiete zu schaffen, ist eine motivierende strategische Note hinzugekommen: Gerade im Multiplayer sorgt das für herrlich gemeine Eroberungen. Trotzdem fehlt mir der letzte Feinschliff für die Platin-Euphorie: Bei den Manövern aus der Deckung heraus kann es hektisch werden und die KI verharrt schon mal in seltsamer Lethargie. Schade ist auch, dass die Kampagne erzählerisch schwach bleibt, dass es keinen Perspektivwechsel zu den Deutschen gibt.“

Auf der Electronic Entertainment Expo 2005, während der Company of Heroes erstmals angekündigt wurde, gewann das Spiel den Game Critics Award und wurde als bestes Strategiespiel der E3 bezeichnet.
Rock Paper Shotgun führte Company of Heroes 2021, 2022 und 2023 in seiner jährlichen Aufstellung der „Besten PC-Strategiespiele“.

## Nachfolger
Nachdem auf der Website von Reddit erste Scans aus einem Spiele-Magazin aufgetaucht waren, in denen die Existenz von Company of Heroes 2 aufgedeckt wurde, bestätigte der Publisher THQ am 7. Mai 2012 die Entwicklung einer Fortsetzung. Entwickelt wurde das Spiel wieder von Relic Entertainment, die auch schon für den ersten Teil verantwortlich waren. Es erschien am 25. Juni 2013 exklusiv für das Betriebssystem Windows. Company of Heroes 2 spielt an der Ostfront des Zweiten Weltkriegs. Der Spieler übernimmt das Kommando über Einheiten der Roten Armee. Auch für den Nachfolger erschienen mehrere Erweiterungen.
Ein weiterer Nachfolger Company of Heroes 3 ist am 23. Februar 2023 erschienen.

## Spielfilm
Mit der Direct-to-DVD-Produktion Company of Heroes entstand zum Computerspiel ein Spielfilm unter der Regie von Don Michael Paul mit dem gleichen Titel. Die DVD bzw. Blu-Ray erschien am 26. Februar 2013 in Großbritannien und am 11. April 2013 in Deutschland. In den Hauptrollen spielen teilweise bekannte Schauspieler, wie z. B. Tom Sizemore (Der Soldat James Ryan), Neal McDonough (Band of Brothers) und Jürgen Prochnow. Inhalt des Films ist die Ardennenoffensive und eine Hinter-den-Linien Operation.